# 46. vestlige længdekreds
Den 46. vestlige længdekreds (eller 46 grader vestlig længde) er en længdekreds, der ligger 46 grader vest for nulmeridianen. Den løber gennem Ishavet, Grønland, Atlanterhavet, Sydamerika, det Sydlige Ishav og Antarktis.